# Żarowski

Herb w stylizacji Gajla, z rekonstrukcją barw Konarskiego

Żarowski – polski herb szlachecki z nobilitacji. Według Szymona Konarskiego być może odmiana herbu Leliwa.

## Opis herbu
W polu błękitnym półksiężyc i gwiazda złote. Klejnot: krzyż złoty. Brak informacji o Labrach, ale przy takich barwach figur i pola powinny być błękitne, podbite złotem.
Rekonstrukcja barw została dokonana przez Szymona Konarskiego. W oryginalnym dyplomie nobilitacyjnym barwy herbu są nieznane.

## Najwcześniejsze wzmianki
Herb nadany został przez króla Stefana Batorego 12 listopada 1576 w Toruniu Grzegorzowi Ostafowiczowi Żarowskiemu.

## Herbowni
Herb ten był herbem własnym, więc przysługiwał tylko jednemu rodowi herbownych:
Żarowski.